# 奇祖穆卢岛
奇祖穆卢岛（Chizumulu Island）是東非東南部國家馬拉維的島嶼，由利科馬縣負責管轄，是馬拉維湖中兩個有人居住的島嶼之一，面積3平方公里，比面積18平方公里的利科馬島較小，島上人口約3,000。

## 外部連結
- Travel blog entry
- Phots at world-traveller.org

12°01′S 34°37′E / 12.017°S 34.617°E